# Distretto di Lubny
Il distretto di Lubny (in ucraino Лубенський район?) è un distretto nell'oblast' di Poltava, in Ucraina. Il suo centro amministrativo è la città di Lubny. Ha una popolazione di 184 616 abitanti.
Il 18 luglio 2020, come parte della riforma amministrativa dell'Ucraina, il numero di distretti dell'oblast di Poltava è stato ridotto a quattro e l'area del distretto di Lubny è stata notevolmente ampliata.